# Campeonato Africano de Atletismo de 1982
A 2ª edição do Campeonato Africano de Atletismo foi organizado pela Confederação Africana de Atletismo no período de 25 a 28 de agosto de 1982 no Estádio Internacional do Cairo, em Cairo, no Egito. Foram disputadas 39 provas, num total de 297 atletas de 18 nacionalidades. 

## Medalhistas

### Masculino
| Evento                  | Ouro                         | Ouro     | Prata                                   | Prata    | Bronze                         | Bronze   |
| ----------------------- | ---------------------------- | -------- | --------------------------------------- | -------- | ------------------------------ | -------- |
| 100 metros              | Ernest Obeng · Gana          | 10.20    | Théophile Nkounkou · Congo              | 10.20    | Boubacar Diallo · Senegal      | 10.50    |
| 200 metros              | Boubacar Diallo · Senegal    | 20.97    | Georges Kablan Degnan · Costa do Marfim | 21.41    | Omar Ghizlat · Marrocos        | 21.46    |
| 400 metros              | Amadou Dia Ba · Senegal      | 45.80    | James Atuti · Quénia                    | 45.90    | Mike Okot · Uganda             | 46.20    |
| 800 metros              | Juma Ndiwa · Quénia          | 1:48.10  | James Maina · Quénia                    | 1:48.54  | Saïd Aouita · Marrocos         | 1:48.80  |
| 1 500 metros            | Kip Cheruiyot · Quénia       | 3:42.20  | Saïd Aouita · Marrocos                  | 3:42.20  | Wodajo Bulti · Etiópia         | 3:42.50  |
| 5 000 metros            | Wodajo Bulti · Etiópia       | 13:45.34 | Eshetu Tura · Etiópia                   | 13:50.33 | Erastus Kemei · Quénia         | 13:50.50 |
| 10 000 metros           | Mohamed Kedir · Etiópia      | 28:55.50 | Erastus Kemei · Quénia                  | 28:59.30 | Ahmed Musa Jouda · Sudão       | 29:37.00 |
| 110 metros barreiras    | Philip Sang · Quénia         | 13.8     | Charles Kokoyo · Quénia                 | 14.2     | Hisham Mohamed Makin · Egito   | 14.3     |
| 400 metros barreiras    | Amadou Dia Bâ · Senegal      | 49.55    | Peter Rwamuhanda · Uganda               | 49.85    | Meshak Munyoro · Quénia        | 51.69    |
| 3 000 metros obstáculos | Eshetu Tura · Etiópia        | 8:30.47  | Julius Korir · Quénia                   | 8:32.20  | Joshua Kipkemboi · Quénia      | 8:33.40  |
| 4×100 metros estafetas  | Costa do Marfim              | 40.3     | Senegal                                 | 40.6     | Quénia                         | 40.7     |
| 4×400 metros estafetas  | Quénia                       | 3:05.61  | Senegal                                 | 3:05.75  | Uganda                         | 3:06.82  |
| Maratona                | Juma Ikangaa · Tanzânia      | 2:21:05  | Djama Robleh · Djibouti                 | 2:31:06  | Abdillahi Charmaké · Djibouti  | 2:39:59  |
| 20 km marcha            | Shemsu Hassan · Etiópia      | 1:41:39  | David Munyao · Quénia                   | 1:49:14  | Nelsensio Byingingo · Uganda   | 1:57:02  |
| Salto em altura         | Moussa Sagna Fall · Senegal  | 2.20     | Boubacar Guèye · Senegal                | 2.05     | Bhaa El Din Bakr · Sudão       | 2.05     |
| Salto à vara            | Loué Legbo · Costa do Marfim | 4.00     | Gamal Ramses · Egito                    | 3.80     | Shawki Hassan Abdallah · Egito | 3.50     |
| Salto em comprimento    | Doudou Ndiaye · Senegal      | 7.62     | Mohamed Kharib Mansour · Egito          | 7.51     | Moses Kiyai · Quénia           | 7.47     |
| Triplo salto            | Mamadou Diallo · Senegal     | 16.23    | Ahmed Hassan Badra · Egito              | 15.50    | William Bisereko · Uganda      | 15.42    |
| Lançamento do peso      | Youssef Nagui Asaad · Egito  | 20.44    | Ahmed Kamel Shata · Egito               | 18.41    | Ahmed Mohamed Ashoush · Egito  | 17.89    |
| Lançamento do disco     | Mohamed Naguib Hamed · Egito | 59.82    | Hassan Ahmed Hamad · Egito              | 53.08    | Mohamed Fatihi · Marrocos      | 46.94    |
| Lançamento do martelo   | Hisham Fouad Greiss · Egito  | 60.64    | Ahmed Ibrahim Taha · Egito              | 57.86    | Hisham Abdeslam Zaki · Egito   | 55.10    |
| Lançamento do dardo     | Zakayo Malekwa · Tanzânia    | 76.18    | George Odera · Quénia                   | 71.06    | Akram Mohamed Khamis · Egito   | 64.24    |
| Decatlo                 | Charles Kokoyo · Quénia      | 7080     | Patrick Cheruiyot · Quénia              | 6625     | Solomon Kaptich · Quénia       | 6511     |

### Feminino
| Evento                 | Ouro                           | Ouro    | Prata                                | Prata   | Bronze                          | Bronze  |
| ---------------------- | ------------------------------ | ------- | ------------------------------------ | ------- | ------------------------------- | ------- |
| 100 metros             | Alice Adala · Quénia           | 11.6    | Nawal El Moutawakil · Marrocos       | 11.7    | Nzaeli Kyomo · Tanzânia         | 11.7    |
| 200 metros             | Nzaeli Kyomo · Tanzânia        | 23.7    | Marième Boye · Senegal               | 24.5    | Ruth Enang · Camarões           | 24.6    |
| 400 metros             | Ruth Atuti · Quénia            | 54.48   | Célestine N'Drin · Costa do Marfim   | 54.58   | Marième Boye · Senegal          | 54.87   |
| 800 metros             | Evelyn Adiru · Uganda          | 2:07.00 | Célestine N'Drin · Costa do Marfim   | 2:08.20 | Mary Chepkemboi · Quénia        | 2:08.40 |
| 1 500 metros           | Justina Chepchirchir · Quénia  | 4:22.03 | Mary Chepkemboi · Quénia             | 4:24.58 | Linah Cheruiyot · Quénia        | 4:26.39 |
| 3 000 metros           | Justina Chepchirchir · Quénia  | 9:20.30 | Linah Cheruiyot · Quénia             | 9:20.80 | Hassania Darami · Marrocos      | 9:54.90 |
| 100 metros barreiras   | Nawal El Moutawakil · Marrocos | 13.8    | Ruth Kyalisima · Uganda              | 14.0    | Chérifa Meskaoui · Marrocos     | 14.0    |
| 400 metros barreiras   | Nawal El Moutawakil · Marrocos | 58.42   | Ruth Kyalisima · Uganda              | 59.0    | Rose Tata-Muya · Quénia         | 60.9    |
| 4×100 metros estafetas | Quénia                         | 46.77   | Costa do Marfim                      | 47.23   | Senegal                         | 50.62   |
| 4×400 metros estafetas | Quénia                         | 3:43.80 | Uganda                               | 3:44.90 | Marrocos                        | 3:47.40 |
| Salto em altura        | Fernande Agnentchoué · Gabão   | 1.67    | Salimata Coulibaly · Costa do Marfim | 1.67    | Lucienne N'Da · Costa do Marfim | 1.64    |
| Salto em comprimento   | Jacinta Serete · Quénia        | 5.37    | Ifaf Abdel Fatah Mohamed · Egito     | 5.22    | Soheir Mohamed Ahmed · Egito    | 5.03    |
| Arremesso de peso      | Odette Mistoul · Gabão         | 14.21   | Souad Malloussi · Marrocos           | 13.74   | Herina Malit · Quénia           | 12.56   |
| Lançamento do disco    | Zoubida Laayouni · Marrocos    | 51.50   | Helen Alyek · Uganda                 | 42.40   | Filomena Silva · Angola         | 42.20   |
| Lançamento do dardo    | Agnès Tchuinté · Camarões      | 50.64   | Fatiha Belamghar · Marrocos          | 45.86   | Eunice Nekesa · Quénia          | 44.14   |
| Heptatlo               | Chérifa Meskaoui · Marrocos    | 5353    | Margaret Bisereko · Uganda           | 5029    | Frida Kiptala · Quénia          | 4808    |

## Quadro de medalhas
| Ordem | País            | Medalha de ouro | Medalha de prata | Medalha de bronze | Total |
| ----- | --------------- | --------------- | ---------------- | ----------------- | ----- |
| 1     | Quénia          | 12              | 10               | 12                | 34    |
| 3     | Senegal         | 6               | 4                | 3                 | 13    |
| 2     | Marrocos        | 4               | 4                | 6                 | 14    |
| 4     | Etiópia         | 4               | 1                | 1                 | 6     |
| 5     | Egito           | 3               | 7                | 6                 | 16    |
| 6     | Tanzânia        | 3               | 0                | 1                 | 4     |
| 7     | Costa do Marfim | 2               | 5                | 1                 | 8     |
| 8     | Gabão           | 2               | 0                | 0                 | 2     |
| 9     | Uganda          | 1               | 6                | 4                 | 4     |
| 10    | Camarões        | 1               | 0                | 1                 | 2     |
| 11    | Gana            | 1               | 0                | 0                 | 1     |
| 12    | Djibouti        | 0               | 1                | 1                 | 2     |
| 13    | Congo           | 0               | 1                | 0                 | 1     |
| 14    | Sudão           | 0               | 0                | 2                 | 2     |
| 15    | Angola          | 0               | 0                | 1                 | 1     |